# Sainte-Agathe-la-Bouteresse
Sainte-Agathe-la-Bouteresse este o comună în departamentul Loire din sud-estul Franței. În 2009 avea o populație de 1.062 de locuitori.

## Evoluția populației
| An        | 1975 | 1982 | 1990 | 1999 | 2006 | 2009  |
| --------- | ---- | ---- | ---- | ---- | ---- | ----- |
| Populație | 791  | 831  | 846  | 813  | 856  | 1.062 |